# Żółty szlak turystyczny Sandomierz – Leżajsk
 Żółty szlak turystyczny Sandomierz – Leżajsk – pieszy szlak turystyczny Doliny Dolnego Sanu liczący 107 km, a przybliżony czas wędrówki – 30 godzin.

## Przebieg szlaku
| Odległość | Atrakcje                                                  | Punkt              | Skrzyżowania szlaków       |
| --------- | --------------------------------------------------------- | ------------------ | -------------------------- |
| 0,0 km    | kościół · zamek · zabytek · muzeum · cmentarz             | Sandomierz         |                            |
| 4,2 km    | kościół                                                   | Trześń             |                            |
| 9,1 km    |                                                           | Gorzyce            |                            |
| 11,8 km   |                                                           | Wrzawy             |                            |
| 13,4 km   |                                                           | Czekaj Pniowski    | Szlak wodny „Błękitny San” |
| 20,0 km   |                                                           | Radomyśl nad Sanem | Szlak wodny „Błękitny San” |
| 36,2 km   | klasztor · kościół · muzeum                               | Rozwadów           |                            |
| 38,4 km   | kościół                                                   | Stalowa Wola       |                            |
| 47,6 km   |                                                           | Nisko              |                            |
| 53,1 km   |                                                           | Zarzecze           | Szlak wodny „Błękitny San” |
| 58,6 km   | kościół                                                   | Ulanów             |                            |
| 64,1 km   | kościół                                                   | Bieliny            |                            |
| 70,6 km   | kościół                                                   | Krzeszów           |                            |
| 100,0 km  | kościół                                                   | Kuryłówka          | Szlak wodny „Błękitny San” |
| 107,0 km  | klasztor · kościół · zabytek · muzeum · cmentarz żydowski | Leżajsk            |                            |

## Opis szlaku
Prowadzi od sandomierskiego rynku. W Czekaju Pniowskim przeprawa promowa umożliwia przekroczenie Sanu.
W Stalowej Woli przebiega nad lewym brzegiem Sanu, przepływającym północnymi i wschodnimi obrzeżami miasta. Kończy się w Leżajsku przy dworcu PKS, do którego zmierza ulicami: Siedlanka, Przemysłowa, Klasztorna i Mickiewicza.

## Galeria

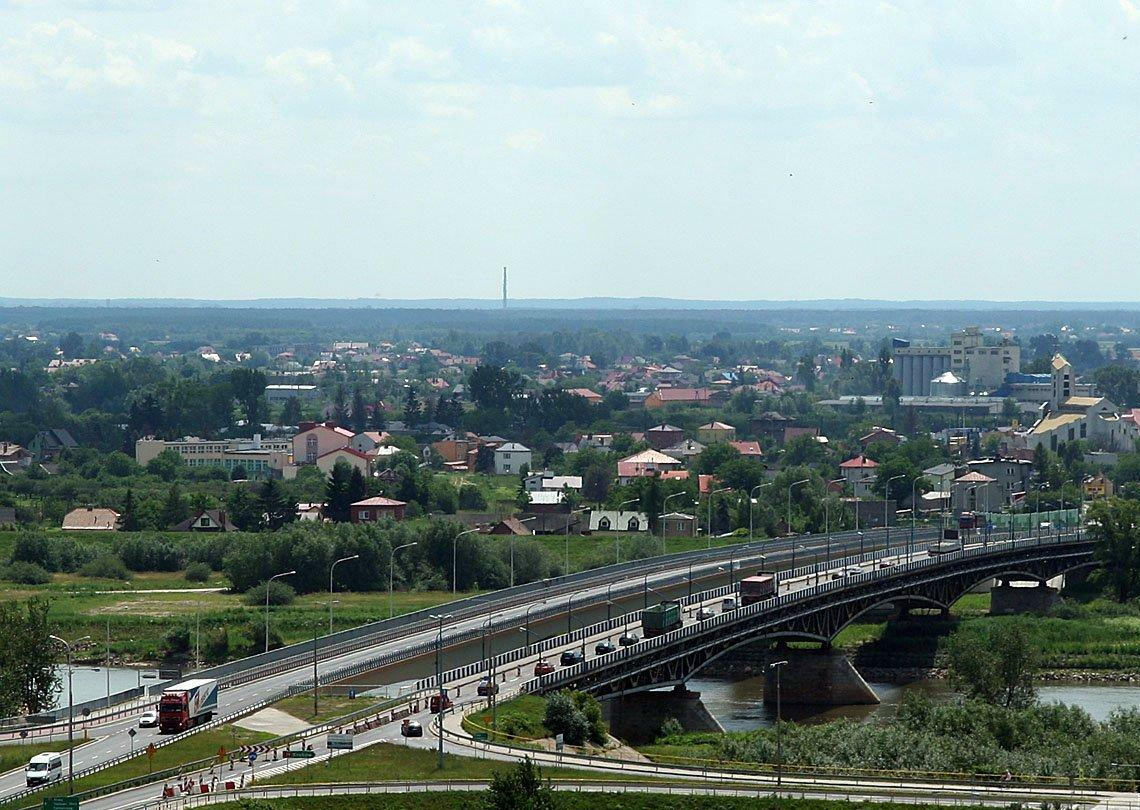
Sandomierz Most Przekroczenie Wisły
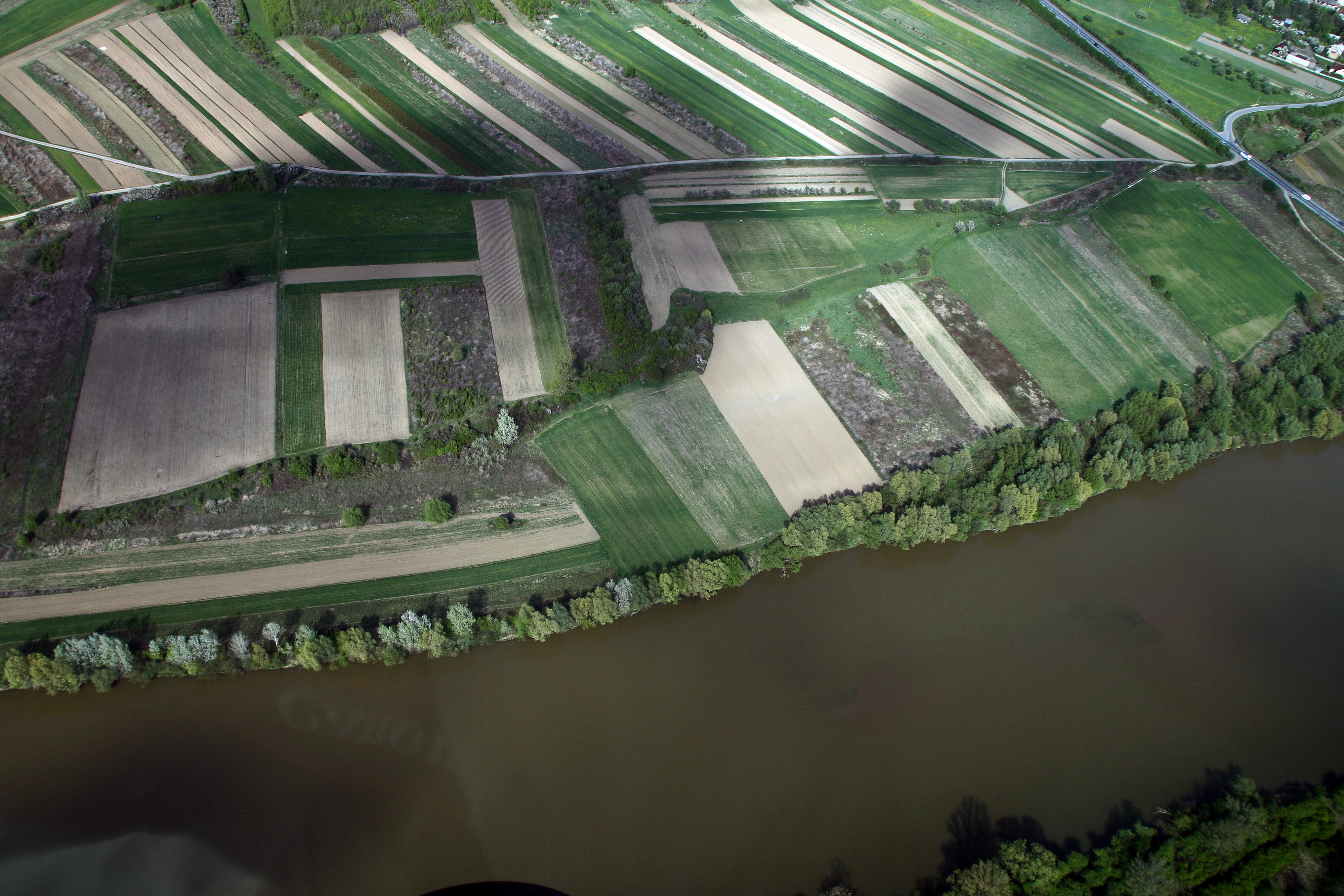
Fragment szlaku (miejsce po przekroczenia Sanu i skrętu w prawo do miejscowości Zarzecze)
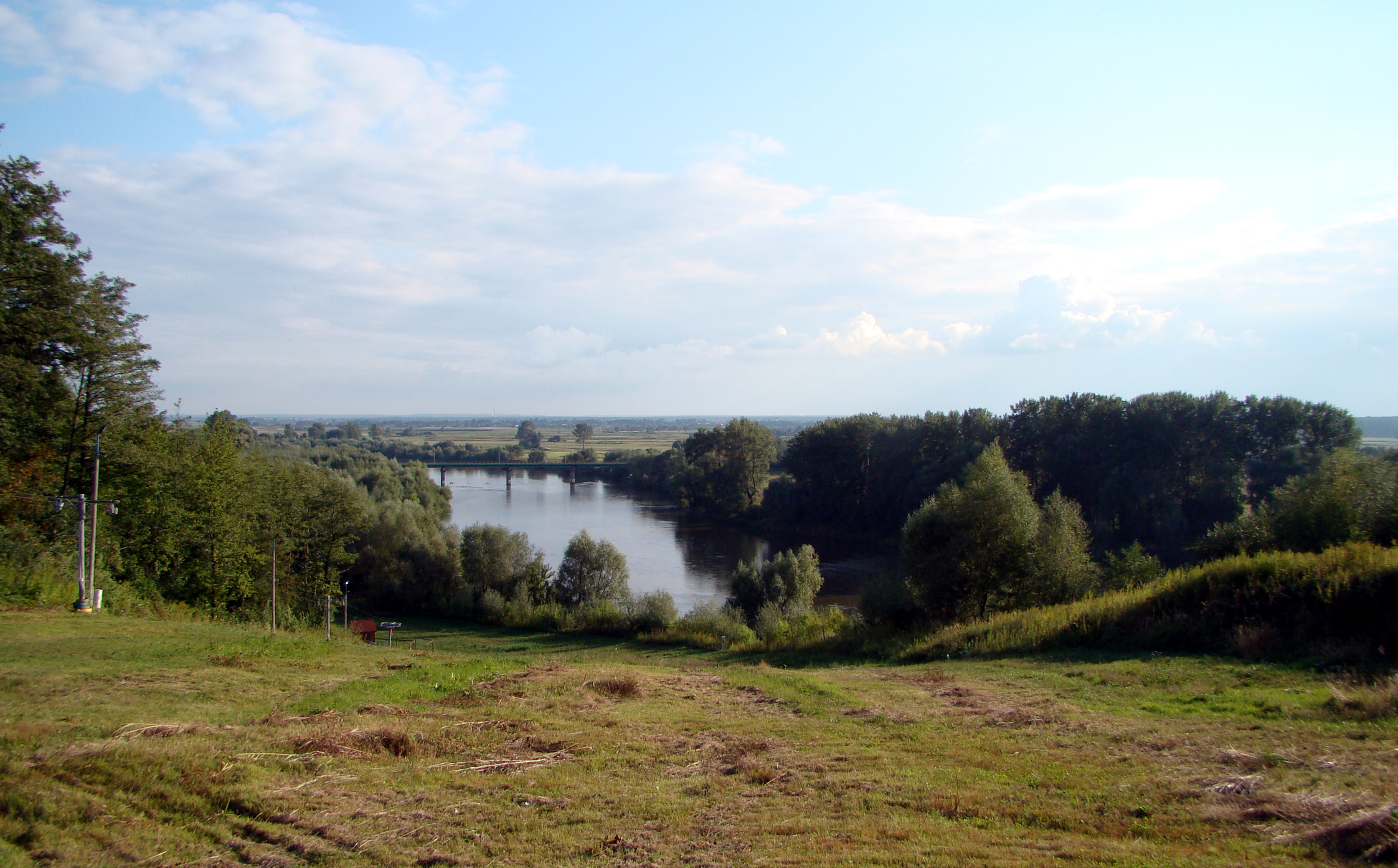
Krzeszów Stok narciarski Widok ze szlaku na San
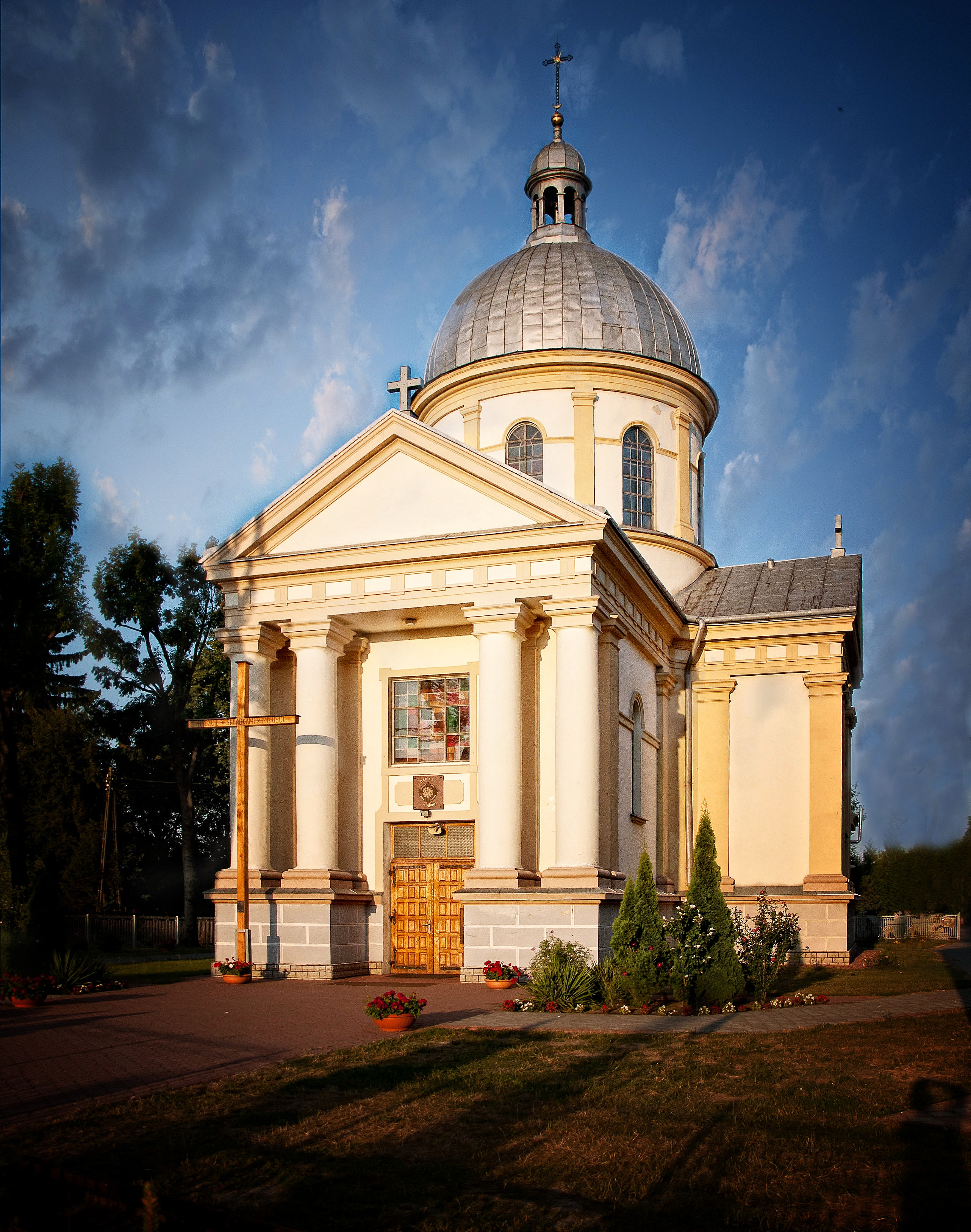
Stare Miasto Kościół Widok z trasy szlaku
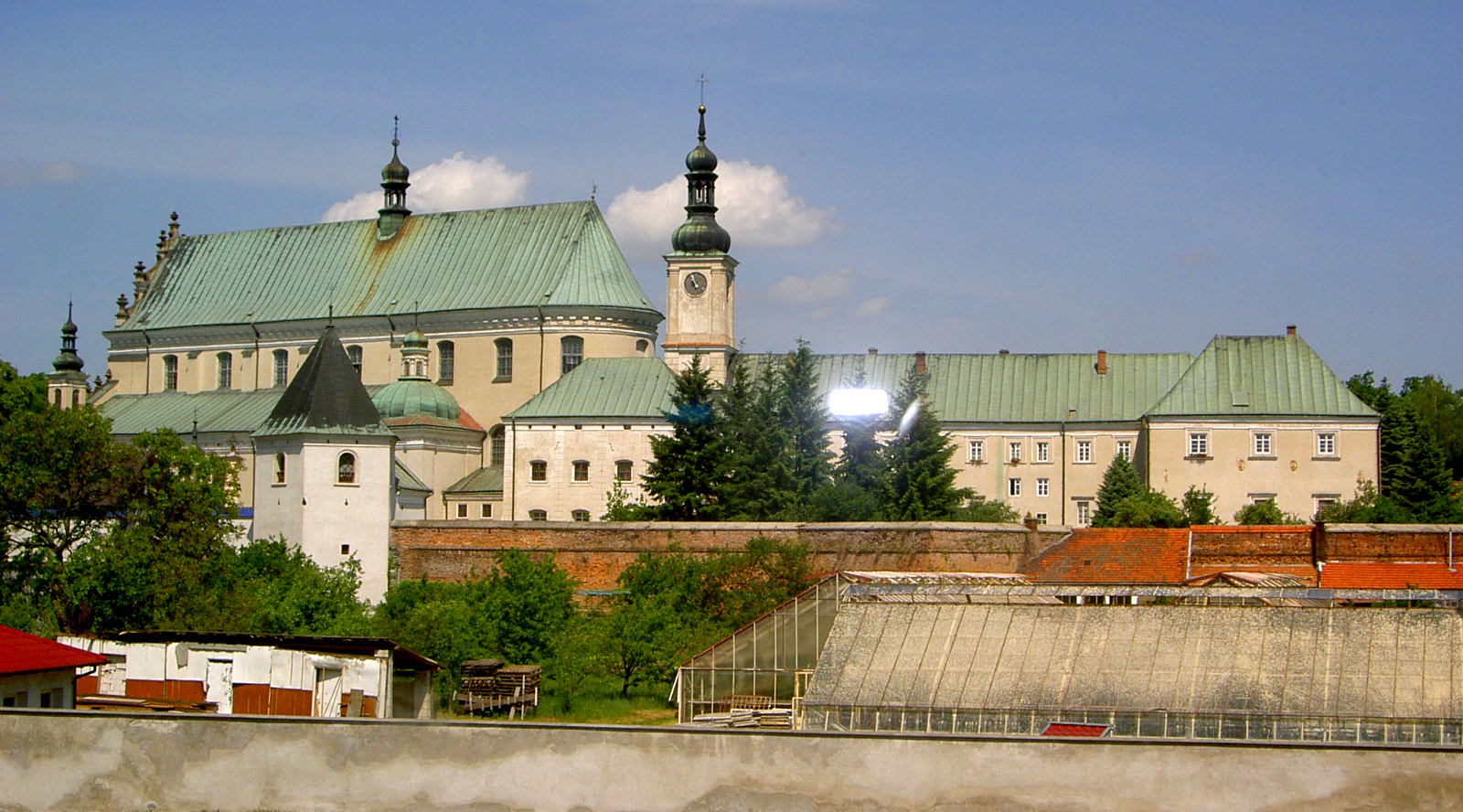
Leżajsk Bazylika Widok z ul. Klasztornej